# ヨーロッパ・ドライバーズ選手権
ヨーロッパ・ドライバーズ選手権（ヨーロッパ・ドライバーズせんしゅけん、Championnat Européen des Conducteurs）は、1930年代にヨーロッパで行われていた自動車レースの選手権であり、1950年に始まったF1世界選手権の始祖にあたる。国際自動車連盟 (FIA) の前身である国際公認自動車クラブ協会 (Association Internationale des Automobile-Clubs Reconnus, AIACR) によって主催され、1931年に発足して以降1933年〜1934年の中断期間を挟んで1939年まで開催された。
選手権は指定された複数のグランプリ (以下、GP) の結果に応じて与えられるポイントによって争われ、指定されるGPはグランドゼプルーヴ（Grandes Épreuves）と呼ばれる歴史ある重要度の高いレースであった。選手権の開催は1939年の第二次世界大戦の勃発によって終了を余儀なくされ、最後の年となった1939年のチャンピオンが公式に宣言されることは無かった。

## 歴史

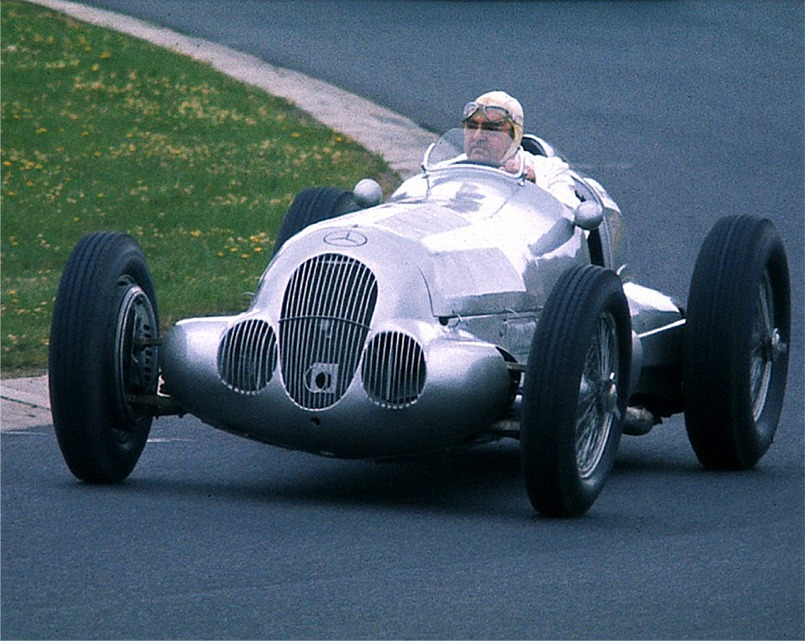
ニュルブルクリンクでメルセデスW125のデモンストレーションを行うヘルマン・ラング（1977年）

1931年と1932年の選手権は定式外車両（車両重量、エンジン排気量、使用燃料など無制限）で行われた。初年度の1931年はイタリアGP、フランスGP及びベルギーGPの３つのグランプリで争われ、翌1932年にはベルギーGPに代わってドイツGPが選手権レースに指定された。
1934年からはAIACRによってグランプリ参加車両の車両重量上限が重量が750キログラム (kg) に制限された。それに先立つ1933年、新たにドイツ国の首相に就任したアドルフ・ヒトラーはGPに参加するレーシングカーを開発するドイツのメーカーに対して年間45万ライヒスマルクの支援を行うことを宣言しており、その資金はメルセデス・ベンツと新興のアウトウニオンに分配されることとなった。GPレーサーの開発に当たり、アウトウニオンはフェルディナンド・ポルシェのPヴァーゲン計画を発展させ、エンジンをリアに搭載する画期的なレーシングカーを開発した。結果的にドイツ製のGPレーサーは参加したほぼ全てのGPで圧倒的な性能を示すこととなり、ドイツの2メーカーが開発したレーシングカーは1935年以降の選手権の主役となった。一方で、スクーデリア・フェラーリのアルファロメオやマセラティ、ブガッティの車両も選手権にエントリーし続けた。
750 kgの車両重量上限は1937年シーズン末まで継続されたが、その頃にはドイツ製のレーシングカーの最高出力は600馬力を超えるまでになっており、主催者が750 kgの重量制限のもとで可能だと予想した出力を遥かに上回っていた。過剰な出力向上を受けて1938年には排気量制限が採用され、スーパーチャージャー付きエンジン搭載車両の排気量は666立方センチメートルから3.0リットル (L)、自然吸気エンジン搭載車両の排気量は1.0 Lから4.5 Lにそれぞれ制限されることとなった。吸気方式と排気量に応じて車両重量下限が400キログラム (kg)から850 kgの間で細分するレギュレーションも同時に導入された。

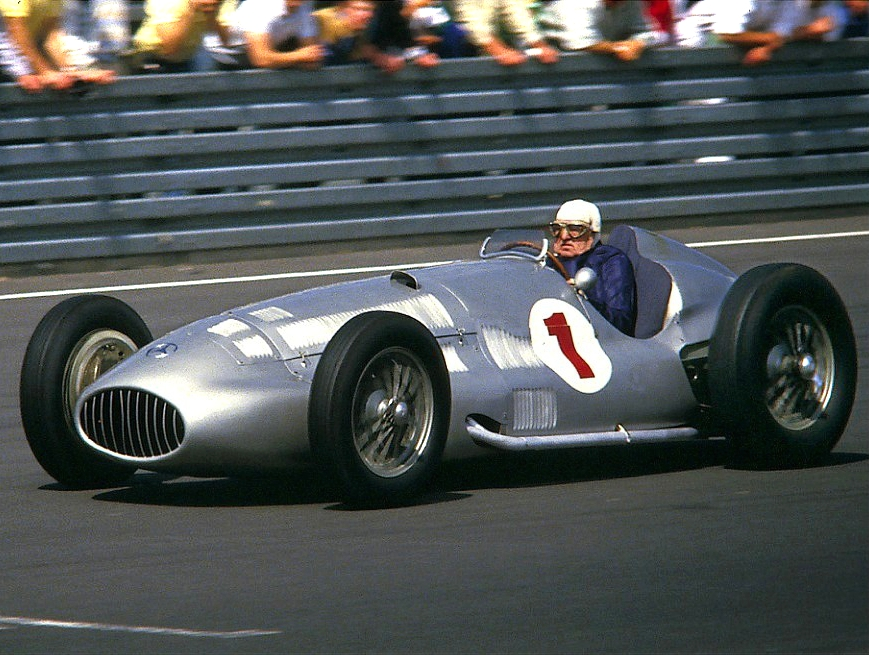
ヘルマン・ラングはポイントランキング上では選手権2位でシーズンを終えたが、ナチスによって1939年のチャンピオンと宣言された。

1938年末に開かれたAIACRの会合では現状（当時）のポイントシステムへの不満が話し合われ、ベルギーの代表者が1939年シーズンのための新たなポイントシステムを提案することとなったが、この代表者が新ルールの策定に数ヶ月の検討を要したため1939年の選手権に新たなポイントシステムが導入されることはなかった。
1939年に第二次世界大戦が勃発するとAIACRの会合は開催不能となり、この年の選手権成績の公式発表が不可能となった。国家社会主義自動車軍団のアドルフ・ヒューンラインはヘルマン・ラングが23ポイントで1939年のヨーロッパチャンピオンを獲得したとナチ党の機関紙フェルキッシャー・ベオバハター上で宣言したが、当時の公式のポイントシステムで計算すればヘルマン・パウル・ミューラーが1939年シーズンのチャンピオンとなる。

## 結果

### ポイントシステム
各GPの完走成績の上位から下位へ順に加点されるペナルティポイント制であり、シーズン終了時に合計ポイントが最も少なかったドライバーがチャンピオンを獲得した。一位でフィニッシュすると1ポイント、二位と三位にはそれぞれ2ポイントと3ポイントが与えられた。未完走者には以下のように消化した距離に応じて加点された。
| % 消化  | ポイント |
| ------- | -------- |
| >75%    | 4        |
| 50%-75% | 5        |
| 25%-50% | 6        |
| <25%    | 7        |

GPに不参加もしくはスタートができなかったドライバーには8ポイントが加点された。ドライバーはエントリー時点で登録した競技車両を使用した場合でのみポイント対象となった。耐久レースで選手権が構成された1931年シーズンではあらかじめ登録された二人目のドライバーが交代で乗り込んで1スティント以上の距離を消化した場合、二人目のドライバーもポイント対象となった。1932年以降は複数のドライバーがシートをシェアした場合、スタート時にその車両に乗っていたドライバーのみがポイント対象となるシステムに改訂された。

### 選手権結果
| シーズン  | チャンピオン                                 | チーム                                       | ポール                                       | 優勝                                         | 表彰台                                       | ファステストラップ                           | ポイント                                     | 2位とのポイント差                            | 選手権グランプリ | 選手権グランプリ | 選手権グランプリ | 選手権グランプリ | 選手権グランプリ | 選手権グランプリ | 選手権グランプリ |
| --------- | -------------------------------------------- | -------------------------------------------- | -------------------------------------------- | -------------------------------------------- | -------------------------------------------- | -------------------------------------------- | -------------------------------------------- | -------------------------------------------- | ---------------- | ---------------- | ---------------- | ---------------- | ---------------- | ---------------- | ---------------- |
| 1931      | フェルディナンド・ミノイヤ                   | アルファロメオ                               | 0                                            | 0                                            | 2                                            | 0                                            | 9                                            | 0                                            | ITA              | FRA              | BEL              |                  |                  |                  |                  |
| 1932      | タツィオ・ヌヴォラーリ                       | アルファロメオ                               | 0                                            | 2                                            | 3                                            | 2                                            | 4                                            | 4                                            | ITA              | FRA              | GER              |                  |                  |                  |                  |
| 1933–1934 | 開催されず                                   | 開催されず                                   | 開催されず                                   | 開催されず                                   | 開催されず                                   | 開催されず                                   | 開催されず                                   | 開催されず                                   | 開催されず       | 開催されず       | 開催されず       | 開催されず       | 開催されず       | 開催されず       | 開催されず       |
| 1935      | ルドルフ・カラツィオラ                       | メルセデス・ベンツ                           | 1                                            | 4                                            | 5                                            | 1                                            | 17                                           | 5                                            | MON              | FRA              | BEL              | GER              | SUI              | ITA              | ESP              |
| 1936      | ベルント・ローゼマイヤー                     | アウトウニオン                               | 1                                            | 3                                            | 3                                            | 3                                            | 10                                           | 5                                            | MON              | GER              | SUI              | ITA              |                  |                  |                  |
| 1937      | ルドルフ・カラツィオラ                       | メルセデス・ベンツ                           | 3                                            | 3                                            | 4                                            | 2                                            | 13                                           | 2                                            | BEL              | GER              | MON              | SUI              | ITA              |                  |                  |
| 1938      | ルドルフ・カラツィオラ                       | メルセデス・ベンツ                           | 0                                            | 1                                            | 4                                            | 0                                            | 8                                            | 7                                            | FRA              | GER              | SUI              | ITA              |                  |                  |                  |
| 1939      | 第二次世界大戦の勃発によりタイトル獲得者無し | 第二次世界大戦の勃発によりタイトル獲得者無し | 第二次世界大戦の勃発によりタイトル獲得者無し | 第二次世界大戦の勃発によりタイトル獲得者無し | 第二次世界大戦の勃発によりタイトル獲得者無し | 第二次世界大戦の勃発によりタイトル獲得者無し | 第二次世界大戦の勃発によりタイトル獲得者無し | 第二次世界大戦の勃発によりタイトル獲得者無し | BEL              | FRA              | GER              | SUI              |                  |                  |                  |